# 752e régiment de fusiliers motorisés de la Garde
Le 752e régiment de fusiliers motorisés de la Garde (en russe : 752-й гвардейский мотострелковый полк, abrégé en 752 гв. мсп), de son nom complet le 752e régiment de fusiliers motorisés de la Garde « de Petrokov et des cosaques de la Volga », double Ordre du Drapeau rouge, Ordres de Souvorov, de Koutouzov et de Bogdan Khmelnitski (russe : 752-й гвардейский мотострелковый Петроковский дважды Краснознамённый, орденов Суворова, Кутузова и Богдана Хмельницкого Волжский казачий полк), est un régiment d'infanterie mécanisée des forces terrestres russes (n° d'unité 34670).

## Histoire
Le 752e régiment fut initialement formé le 26 juin 1939, sur la base du 2e bataillon du 244e régiment de fusiliers territoriaux, en tant que 210e régiment de fusiliers de la 82e division du district militaire de l'Oural.
L'unité sera en 1942 nommée 6e régiment mécanisé de la Garde, plus tard renommée 17e brigade mécanisée de la Garde, du 6e corps mécanisé de la Garde, créé en 1943.
Au milieu de 1945, conformément à un ordre du Comité d'État de la défense, la 17e brigade mécanisée de la Garde devient le 17e régiment mécanisé de la Garde de la 6e division mécanisée de la Garde. À partir de juin 1946, sa garnison est située à Eberswalde en Allemagne de l'Est, faisant partie du groupement des forces soviétiques d'Allemagne. Dans le cadre de la création des divisions de fusiliers motorisés en 1957, le régiment devient le 81e régiment de fusiliers motorisés de la Garde. Après une réorganisation en 1985, l'unité devient une partie de la 90e division de chars de la Garde (ex 6e division de fusiliers motorisés de la Garde).
En 1993, dans le cadre du retrait des anciennes forces soviétiques d'Allemagne, avec d'autres unités de la 90e division, le régiment est déployé dans le village de Rochinski, oblast de Samara, faisant partie de la 2e armée de chars de la Garde du district militaire de la Volga.
Conformément à l'arrêté du ministre de la Défense de la fédération de Russie n° 036 du 15 juin 1994, le 81e régiment stationné sur le territoire de la Volga reçoit le nom cosaque traditionnel « régiment cosaque de la Volga ».
En 1994-1995, dans le cadre du groupe opérationnel « Nord », le régiment participe à l'assaut de Grozny lors de la première guerre de Tchétchénie. Le 31 décembre 1994, avec des unités de la 131e brigade de fusiliers motorisés, le régiment est encerclé. Lors de l'opération de repli, le régiment subit des pertes très importantes. En avril 1995, le régiment est retiré de Tchétchénie.
En décembre 1997, la 90e division est réduite au statut de base de stockage d'armes et d'équipements. En conséquence, le régiment est transféré dans la 27e division de fusiliers motorisés de la Garde du district militaire de la Volga et déménage dans le village de Kryaj (une banlieue de Samara), devenant un régiment de préparation constante.

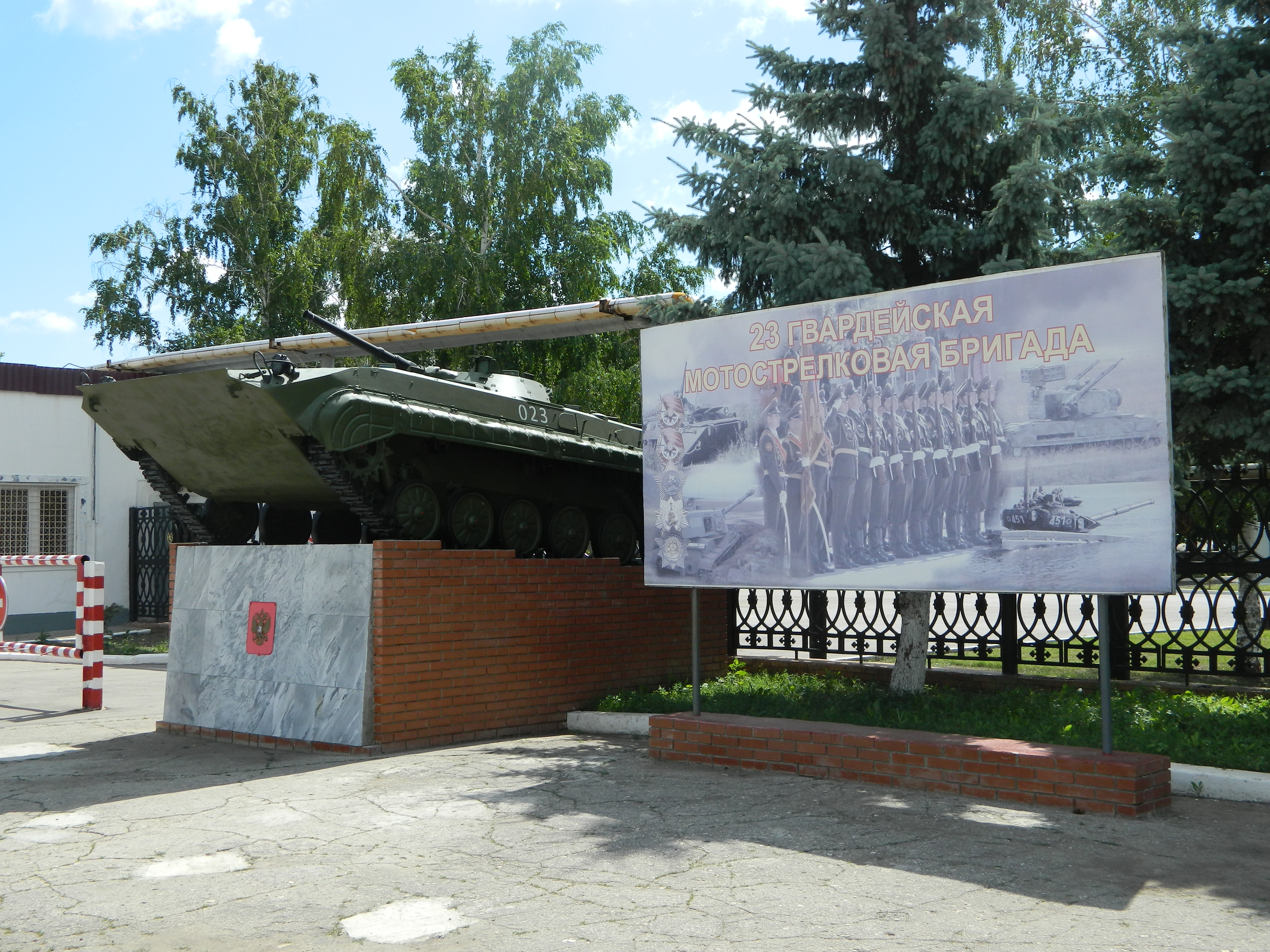
Poste de contrôle de la 23e brigade (2009-2016) dans la banlieue de Samara.

Dans la période de février à juin 2009, sur la base du 81e régiment de fusiliers motorisés de la Garde, est créée la 23e brigade, avec le transfert de la bannière de bataille de la Garde, des récompenses, des titres honorifiques et la forme historique du régiment. Sa titulature complète est 23e brigade cosaque de la Volga de fusiliers motorisés de la Garde « Petrokovskaïa », double ordre du Drapeau rouge, ordres de Souvorov, de Koutouzov et de Bogdan Khmelnitski.
En 2016, la 23e brigade est déplacée de Samara vers la ville de Valouïki, dans l'oblast de Belgorod, et renommée 752e régiment de fusiliers motorisés de la Garde (numéro d'unité militaire 34670) et garde ses récompenses, titres et traditions historiques. C'est à ce moment-là que l'unité rejoint la 3e division de fusiliers motorisés.
Lors de l'invasion russe de l'Ukraine en 2022, le 752e régiment de la 20e armée combinée aurait été encerclé fin septembre à Drobysheve, lors de la seconde bataille de Lyman.